# 光明寺 (加須市)
光明寺（こうみょうじ）は、埼玉県加須市にある浄土宗の寺院。

## 歴史
1571年（元亀2年）、加津内蔵丞長高竹井定右衛門の開基である。定右衛門は忍城の城主成田氏の妻の弟である。現在の群馬県館林市に位置する善導寺の末寺である。
1912年（大正元年）、現在の大辻無料駐車場がある場所から現在地に移転した。その後昭和から平成にかけて寺容を整備していった。
当寺の境内には観音堂があり、「乳房観音」と呼ばれる石像がある。これは丹後国与謝郡（現・京都府宮津市）の成相寺の本尊（観音菩薩）を模倣したものであり、子授け・安産・子育てのご利益があるとされている。

## 文化財
- 光明寺の三尊像（加須市指定有形文化財 昭和39年9月8日指定）[3]

## 交通アクセス
- 加須駅より徒歩10分。